# Cheick Boikari Fofana
 (juillet 2024).
La mise en forme du texte ne suit pas les recommandations de Wikipédia : il faut le « wikifier ».
Les points d'amélioration suivants sont les cas les plus fréquents :
- Les titres sont pré-formatés par le logiciel. Ils ne sont ni en capitales, ni en gras.
- Le texte ne doit pas être écrit en capitales (les noms de famille non plus), ni en gras, ni en italique, ni en « petit »…
- Le gras n'est utilisé que pour surligner le titre de l'article dans l'introduction, une seule fois.
- L'italique est rarement utilisé : mots en langue étrangère, titres d'œuvres, noms de bateaux, etc.
- Les citations ne sont pas en italique mais en corps de texte normal. Elles sont entourées par des guillemets français : « et ».
- Les listes à puces sont à éviter, des paragraphes rédigés étant largement préférés. Les tableaux sont à réserver à la présentation de données structurées (résultats, etc.).
- Les appels de note de bas de page (petits chiffres en exposant, introduits par l'outil «  Source ») sont à placer entre la fin de phrase et le point final[comme ça].
- Les liens internes (vers d'autres articles de Wikipédia) sont à choisir avec parcimonie. Créez des liens vers des articles approfondissant le sujet. Les termes génériques sans rapport avec le sujet sont à éviter, ainsi que les répétitions de liens vers un même terme.
- Les liens externes sont à placer uniquement dans une section « Liens externes », à la fin de l'article. Ces liens sont à choisir avec parcimonie suivant les règles définies. Si un lien sert de source à l'article, son insertion dans le texte est à faire par les notes de bas de page.
- La présentation des références doit suivre les conventions bibliographiques. Il est recommandé d'utiliser les modèles {{Ouvrage}}, {{Chapitre}}, {{Article}}, {{Lien web}} et/ou {{Bibliographie}}. Le mode d'édition visuel peut mettre en forme automatiquement les références.
- Insérer une infobox (cadre d'informations à droite) n'est pas obligatoire pour parachever la mise en page.

Pour une aide détaillée, merci de consulter Aide:Wikification.
Si vous pensez que ces points ont été résolus, vous pouvez retirer ce bandeau et améliorer la mise en forme d'un autre article.
Cheick Boikari Fofana, né le 21 février 1943 à Adjamé dans la ville d'Abidjan, et mort le 17 mai 2020 à Abidjan, est un imam et chef religieux ivoirien. Il a consacré sa vie à la promotion de l'Islam et à la défense des intérêts de la communauté musulmane ivoirienne.

## Biographie
Cheick Boikari Fofana, également connu sous le nom de Cheick Aïma Fofana, est une figure de la communauté musulmane en Côte d'Ivoire, notamment en tant que chef suprême de ladite communauté,. Né le 21 février 1943 à Adjamé, une commune d'Abidjan, et décédé le 17 mai 2020, il a consacré sa vie à la promotion de l'Islam et à la défense des intérêts de la communauté musulmane ivoirienne,,,.
Homme pluridimensionnel, Cheick Boikari Fofana a reçu une éducation diversifiée, combinant la connaissance de l'arabe, de la religion et du français. Polyglotte, il maîtrise parfaitement le français, l'arabe, l'anglais et le malinké. Il a obtenu une maîtrise en sciences commerciales de l'université Al Azhar en Égypte.

## Parcours  professionnel
Sur le plan professionnel, Cheick Boikari Fofana a travaillé au sein d'une grande institution bancaire en Côte d'Ivoire, où il a occupé divers postes, de l'attaché de direction au directeur des relations sociales, de la formation et du personnel,. Il a gravi les échelons pour devenir responsable des ressources humaines avant sa retraite,.

## Engagement religieux et communautaire
Outre ses responsabilités professionnelles, il a joué un rôle de premier plan dans la communauté musulmane de Côte d'Ivoire,. Il a été à l'initiative de la création et de la construction de la Mosquée d'Aghien à Abidjan dont il a été l'imam jusqu'à la fin de ses jours,. De plus, il a été le porte-parole du Conseil Supérieur des Imams, des mosquées et des affaires islamiques en Côte d'Ivoire (COSIM), avant d'en devenir le chef à la suite d'un plébiscite de ses pairs imams,,. Cette consécration est le fruit de ses nombreuses années de service dévoué à la communauté musulmane,.

## Héritage et impact
Cheick Boikari Fofana laisse un héritage durable en tant que leader religieux et communautaire en Côte d'Ivoire. Son engagement en faveur de la promotion de l'Islam et de la défense des intérêts de la communauté musulmane a profondément marqué la société ivoirienne. Sa vision, son dévouement et sa sagesse ont contribué à renforcer les liens au sein de la communauté musulmane et à promouvoir les valeurs de paix, de tolérance et d'harmonie,.